# Tour de France 1923
17. Tour de France rozpoczął się 24 czerwca, a zakończył 22 lipca 1923 roku w Paryżu. Zwyciężył Francuz Henri Pélissier, zostając tym samym pierwszym od 12 lat reprezentantem gospodarzy, który tego dokonał.

## Etapy
| Etap | Data       | Trasa                         | Dystans | Zwycięzca          | Lider wyścigu      |
| ---- | ---------- | ----------------------------- | ------- | ------------------ | ------------------ |
| 1    | 24 czerwca | Paryż – Hawr                  | 381 km  | Robert Jacquinot   | Robert Jacquinot   |
| 2    | 26 czerwca | Hawr – Cherbourg              | 371 km  | Ottavio Bottecchia | Ottavio Bottecchia |
| 3    | 28 czerwca | Cherbourg – Brest             | 405 km  | Henri Pélissier    | Ottavio Bottecchia |
| 4    | 30 czerwca | Brest – Les Sables-d’Olonne   | 412 km  | Albert Dejonghe    | Romain Bellenger   |
| 5    | 2 lipca    | Les Sables-d’Olonne – Bajonna | 482 km  | Robert Jacquinot   | Romain Bellenger   |
| 6    | 4 lipca    | Bajonna – Luchon              | 326 km  | Jean Alavoine      | Ottavio Bottecchia |
| 7    | 6 lipca    | Luchon – Perpignan            | 323 km  | Jean Alavoine      | Ottavio Bottecchia |
| 8    | 8 lipca    | Perpignan – Tulon             | 427 km  | Lucien Buysse      | Ottavio Bottecchia |
| 9    | 10 lipca   | Tulon – Nicea                 | 281 km  | Jean Alavoine      | Ottavio Bottecchia |
| 10   | 12 lipca   | Nicea – Briançon              | 275 km  | Henri Pélissier    | Henri Pélissier    |
| 11   | 14 lipca   | Briançon – Genewa             | 260 km  | Henri Pélissier    | Henri Pélissier    |
| 12   | 16 lipca   | Genewa – Strasburg            | 377 km  | Joseph Muller      | Henri Pélissier    |
| 13   | 18 lipca   | Strasburg – Metz              | 300 km  | Romain Bellenger   | Henri Pélissier    |
| 14   | 20 lipca   | Metz – Dunkierka              | 433 km  | Félix Goethals     | Henri Pélissier    |
| 15   | 22 lipca   | Dunkierka – Paryż             | 343 km  | Félix Goethals     | Henri Pélissier    |

## Klasyfikacja końcowa
| Lp  | Zawodnik           | Kraj       | Klasa | Team           | Czas         |
| --- | ------------------ | ---------- | ----- | -------------- | ------------ |
| 1.  | Henri Pélissier    | Francja    | 1     | Automoto       | 222h 15' 30" |
| 2.  | Ottavio Bottecchia | Włochy     | 1     | Automoto       | +30' 41"     |
| 3.  | Romain Bellenger   | Francja    | 1     | Peugeot–Wolber | +1h 04' 13"  |
| 4.  | Hector Tiberghien  | Belgia     | 1     | Peugeot–Wolber | +1h 29' 16"  |
| 5.  | Arsène Alancourt   | Francja    | 1     | Armor          | +2h 06' 40"  |
| 6.  | Henri Collé        | Szwajcaria | 2     | Griffon        | +2h 28' 43"  |
| 7.  | Léon Despontin     | Belgia     | 1     | Peugeot–Wolber | +2h 39' 49"  |
| 8.  | Lucien Buysse      | Belgia     | 1     | Automoto       | +2h 40' 11"  |
| 9.  | Eugène Dhers       | Francja    | 2     | Armor          | +2h 59' 09"  |
| 10. | Marcel Huot        | Francja    | 1     | Griffon        | +3h 16' 56"  |